# Себащияу I Желания
Себащияу I Желания (на португалски: Sebastião „o Desejado“) от дом Авис е 16-и крал на Португалия.

## Произход и ранни години
Роден е на 20 януари 1554 година в двореца Рибейра в Лисабон, Португалска империя. Син е на Жуан Мануел и Хуана Австрийска и внук на португалския крал Жуау III. Бащата на Себащияу умира според съвременниците му от туберкулоза на 2 януари 1554 година, 18 дни преди неговото раждане.

Малко след раждането на Себастиан, Хуана е повикана на 17 май 1554 година в Мадрид от брат си, Филип II, за да управлява Испания, докато той е в Англия, за да се ожени за английската кралица Мери. Затова Хуана доверява възпитанието на своя новороден син на свекърва си, регент Екатерина Австрийска. Себащияу никога не вижда майка си Хуана Австрийска, защото тя никога не се завръща в Португалия. Въпреки това тя поддържа непрекъсната кореспонденция със Себащияу и за да придобие представа как изглежда той, получава негови портрети, рисувани по различно време.
- худ. Алонсо Санчес Куельо (1531 – 1588)
- худ. Кристоф де Мораис
- худ. Кристоф де Мораис, 1565
- худ. Кристоф де Мораис, 1571

Когато умира неговия дядо, Себащияу е на три години и до неговото пълнолетие регент е неговата баба Екатерина, а после кардинал Енрике, архиепископ на Лисабон, брат на Жуау III.

## Управление
През 1568 година, на 15-годишна възраст Себащияу приема кралската власт.

### Кръстоносен поход
При Ел Ксар ел-Кебир войската на Себащияу е разбита, самият крал загива, но тялото му не е намерено. Гибелта на младия неженен крал довежда до пресичане на Ависката династия. Погребан е в манастир Жеронимуш в Лисабон.

## Наследник
Наследява го чичо му кардинал кардинал Енрике, последен крал от Ависката династия. После трона преминава към краля на Испания, Филип II, съгласно Иберийската уния.